# Markus Gründel

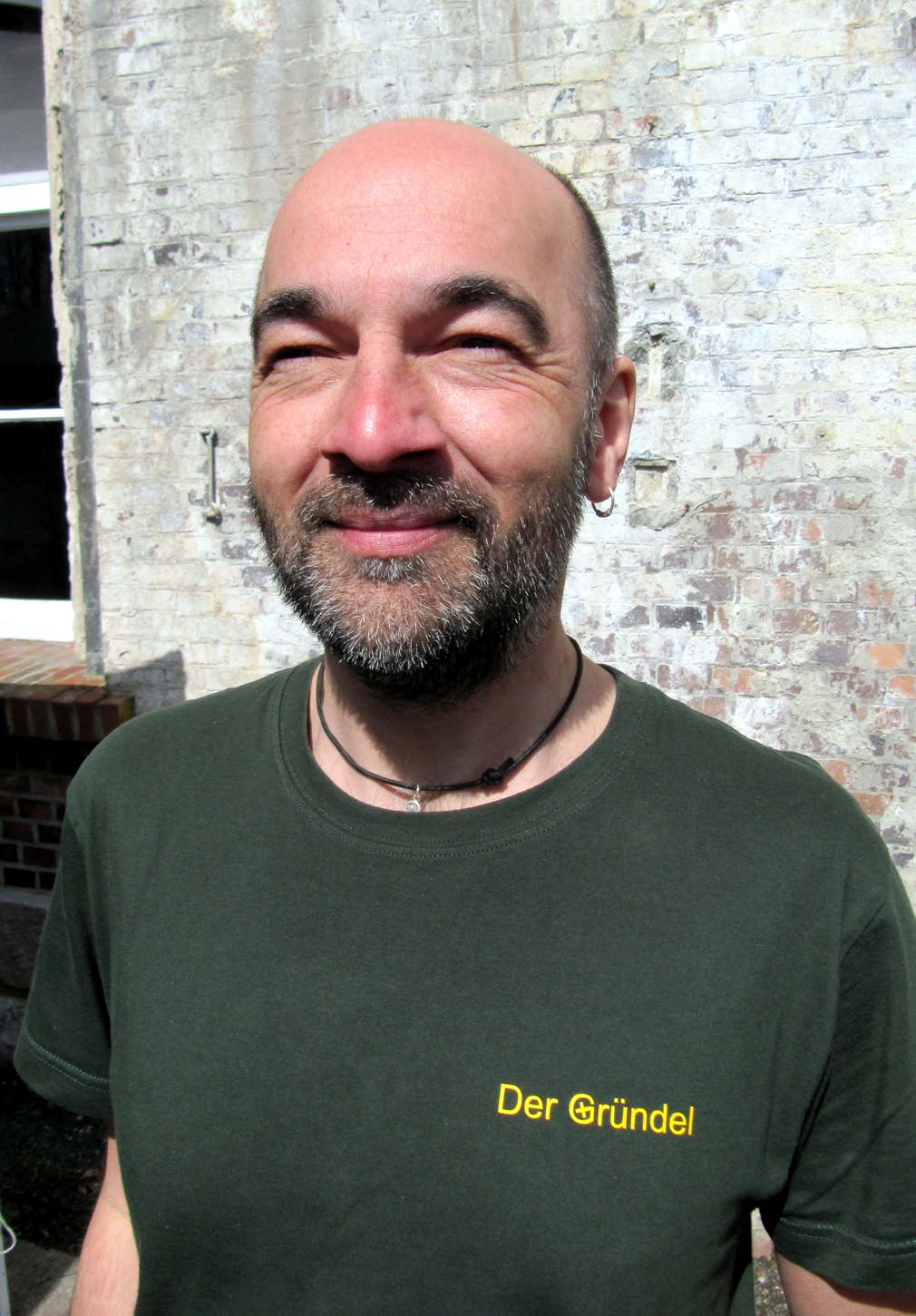
Gründel am Rande einer Buchpräsentation (Stade-Mega, 2016)

Markus Gründel (* 19. Januar 1972 in Hannover) ist ein deutscher Geocacher und Fachbuchautor. Er gilt als Deutschlands erster hauptberuflicher Geocacher. Zudem ist er Betreiber eines Museums für „Travel-Bugs“.

## Leben
Der gelernte Bankkaufmann Gründel fasziniert sich seit seiner Kindheit für Wandern und Basteln. Im Jahr 2001 wechselte er zur Outdoor-Abteilung eines Sportfachgeschäfts und kam dort erstmals mit Geocaching in Kontakt. Seine Trips führen ihn außer durch Deutschland überwiegend nach Skandinavien. Im Jahr 2007 veröffentlichte Gründel im Conrad-Stein-Verlag das Sachbuch Geocaching: Basiswissen für Draussen [sic!], das 2021 in der 8. Auflage erschien. Er ist Betreiber eines Museums für „Travel-Bugs“, in dem sich Besucher besondere Geocoin-Raritäten anschauen können.
Gründel lebt in Altenau im Harz.

## Sonstiges

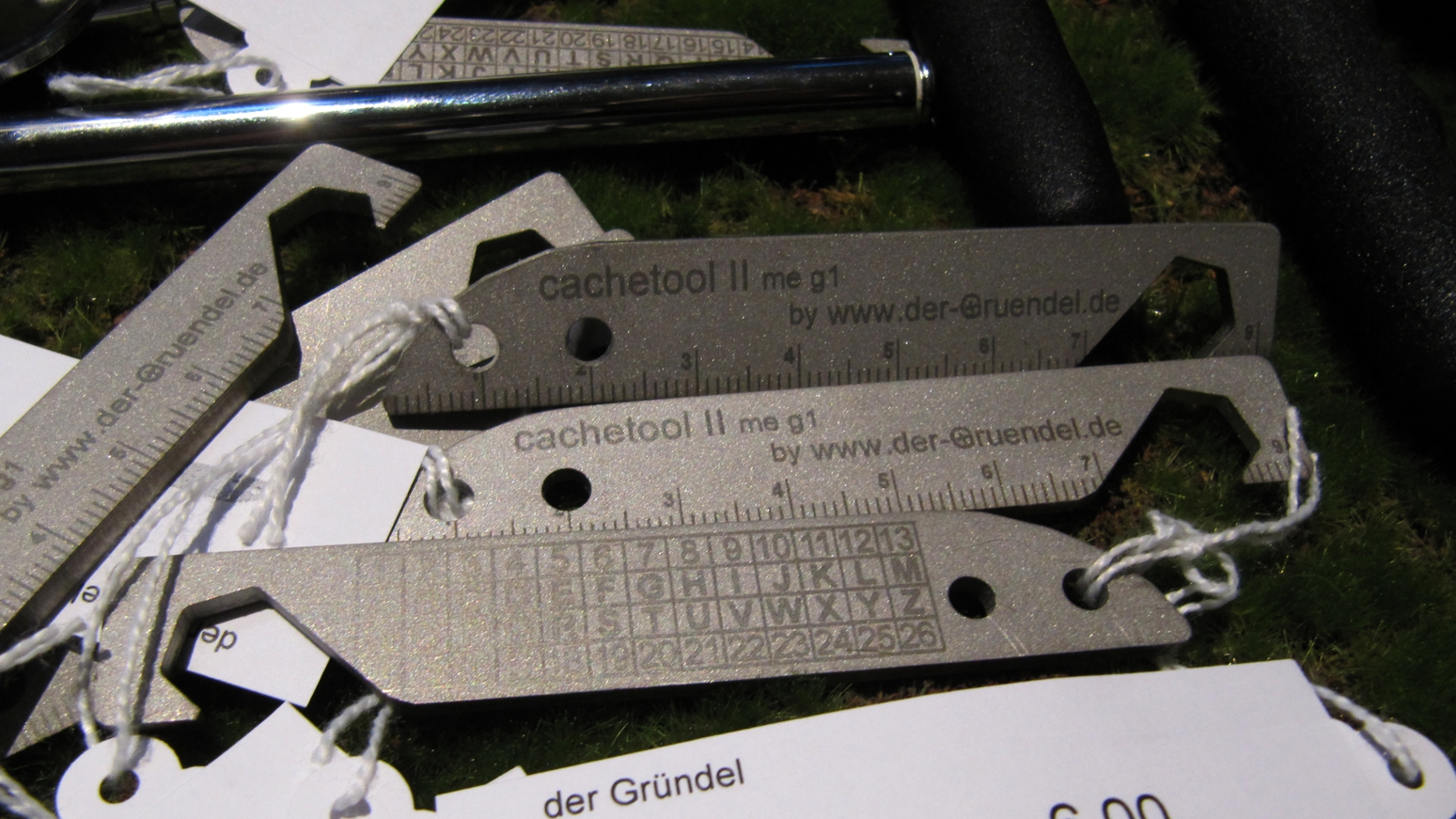
Einige Exemplare des „Gründel-Tools“ in der Auslage eines Ladengeschäfts

Gründel ist Erfinder eines Multifunktionswerkzeugs, das als Hilfsmittel fürs Geocaching entwickelt wurde. Die aktuelle Version wird unter dem Namen „Gründel-Tool II“ kommerziell vertrieben. Es kann als Maßband, Kapselheber, Angel, Stylus für Touchscreens und Schlüsselanhänger verwendet werden und enthält aufgedruckte Hilfen zum Dechiffrieren.

## Veröffentlichungen
- Geocaching: Basiswissen für Draussen, Conrad Stein Verlag, Welver 2007, ISBN 978-3-86686-203-6
- Ausrüstung I – von Kopf bis Fuß, Conrad Stein Verlag, Welver 2013, ISBN 978-3-86686-417-7
- Ausrüstung II – für Camp, Küche und mehr , Conrad Stein Verlag, Welver 2016, ISBN 978-3-86686-101-5
- Geocaching I – Alles rund um die moderne Schatzsuche, Conrad Stein Verlag, Welver 2021, ISBN 978-3-86686-744-4
- Geocaching II – von Mysterys, Rätseln und Lösungen, Conrad Stein Verlag, Welver 2019, ISBN 978-3-86686-428-3
- Geocaching III – voll im Bilde beim GPS-Abenteuer, Conrad Stein Verlag, Welver 2016, ISBN 978-3-86686-494-8
- Das #NordkappProjekt: 8500 km mit dem Twingo durch Skandinavien, Edition WunderGrün im Verlag Monika Fuchs, Hildesheim 2018, ISBN 978-3-947066-90-2